# تپه بزرگ دشت عباس
تپه بزرگ دشت عباس مربوط به هزاره ۴ و ۳ قبل از میلاد - سده‌های اولیه و میانه دوران‌های تاریخی پس از اسلام است و در شهرستان دهلران، بخش موسیان، دهستان دشت عباس، روستای دشت عباس واقع شده و این اثر در تاریخ ۱۵ دی ۱۳۸۷ با شمارهٔ ثبت ۲۴۰۳۶ به‌عنوان یکی از آثار ملی ایران به ثبت رسیده است.